# Ломжинский уезд
Ломжинский уезд — административная единица в составе Ломжинской губернии Российской империи, существовавшая c 1837 года по 1919 год. Административный центр — город Ломжа.

## История
Уезд образован в 1837 году в составе Августовской губернии. С 1867 года в составе Ломжинской губернии Российской империи. В 1919 году преобразован в Ломжинский повят Белостокского воеводства Польши.

## Население
По переписи 1897 года население уезда составляло 117 542 человек, в том числе в городе Ломжа — 26 093 жит.

### Национальный состав
Национальный состав по переписи 1897 года:
- поляки — 81 085 чел. (69,0 %),
- евреи — 21 550 чел. (18,3 %),
- русские — 11 491 чел. (9,8 %),
- латыши — 1188 чел. (1,0 %),

## Административное деление
В 1913 году в состав уезда входило 14 гмин: 
| - Божеево — пос. Визна, - Даугоборж-Логонский — пос. Замбрув, - Дроздово — д. Пионтница, - Замбрув — пос. Замбрув, - Коссаки — д. Колаки, - Куписки — д. Ломжица, - Люботын — д. Люботын, | - Мястково — д. Мястково, - Новогрод — пос. Новогрод, - Пухалы — д. Гац, - Снадово — пос. Снадово, - Хлебедки — д. Зазады, - Шумово — д. Шумово, - Щепанково — д. Щепанково. |